# Теуантепек (перешеек)
Перешеек Теуантепе́к (исп. Istmo de Tehuantepec) — перешеек в Северной Америке между Мексиканским заливом Атлантического океана и Тихим океаном. Перешеек обычно условно принимают за северную границу Центральной Америки.
Название происходит от города Санто-Доминго-Теуантепек, расположенного в штате Оахака, который в свою очередь получил его от аст. tecuani-tepec, что в переводе означает «горы ягуаров».

## География
Перешеек расположен на территории штатов Веракрус и Оахака, а также Табаско и Чьяпас (небольшая часть).
Ширина перешейка от залива Кампече на севере до залива Теуантепек на юге составляет 215 км, а до лагуны Супериор (на Тихоокеанском побережье) — 192 км.
С запада к перешейку подходит хребет Южная Сьерра-Мадре, который переходит в плоское плато. Во внутренней части имеются возвышенности до 650 м, самая высокая точка железной дороги через перешеек — перевал Чивела (224 м). Северная часть перешейка болотистая и сильно заросла джунглями, которые для ж/д представляют ещё большие препятствия, чем горы.
В восточной части перешейка начинается горный хребет Сьерра-Мадре-де-Чьяпас. По берегам перешейка расположены аллювиано-морские низменности.
В заливе Кампече расположен порт Коацакоалькос, в заливе Теуантепек — Салина-Крус.

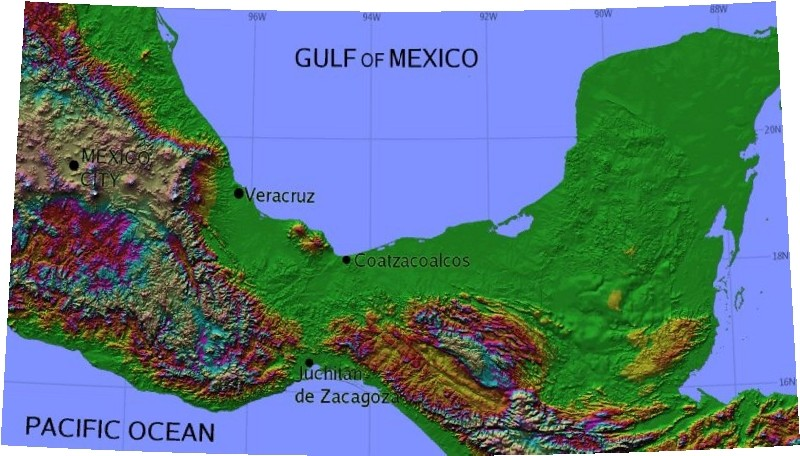
Расположение перешейка Теуантепек

### Тектоника
В районе перешейка Теуантепек находится южный край Северо-Американской плиты.

### Климат
Район перешейка малярийный из-за жаркого климата. На открытых высотах, которые продуваются прохладными ветрами из Тихого океана, климат мягче. Среднегодовой уровень осадков в северной части составляет 3960 мм, максимальная температура — 35 °C в тени. В Тихоокеанской части осадков выпадает меньше, поэтому климат на юге перешейка более сухой.
Небольшая ширина перешейка и разрыв в горах Сьерра-Мадре позволяют пассатным ветрам из Мексиканского залива проникать к Тихому океану. Как правило, эти ветра слабы, но периодически волна плотного воздуха, появляясь над Северной Америкой, создаёт сильный ветер, дующий через перевал Чивела к заливу Теуантепек. Такой ветер носит название Теуано (Tehuano).

## Транспорт

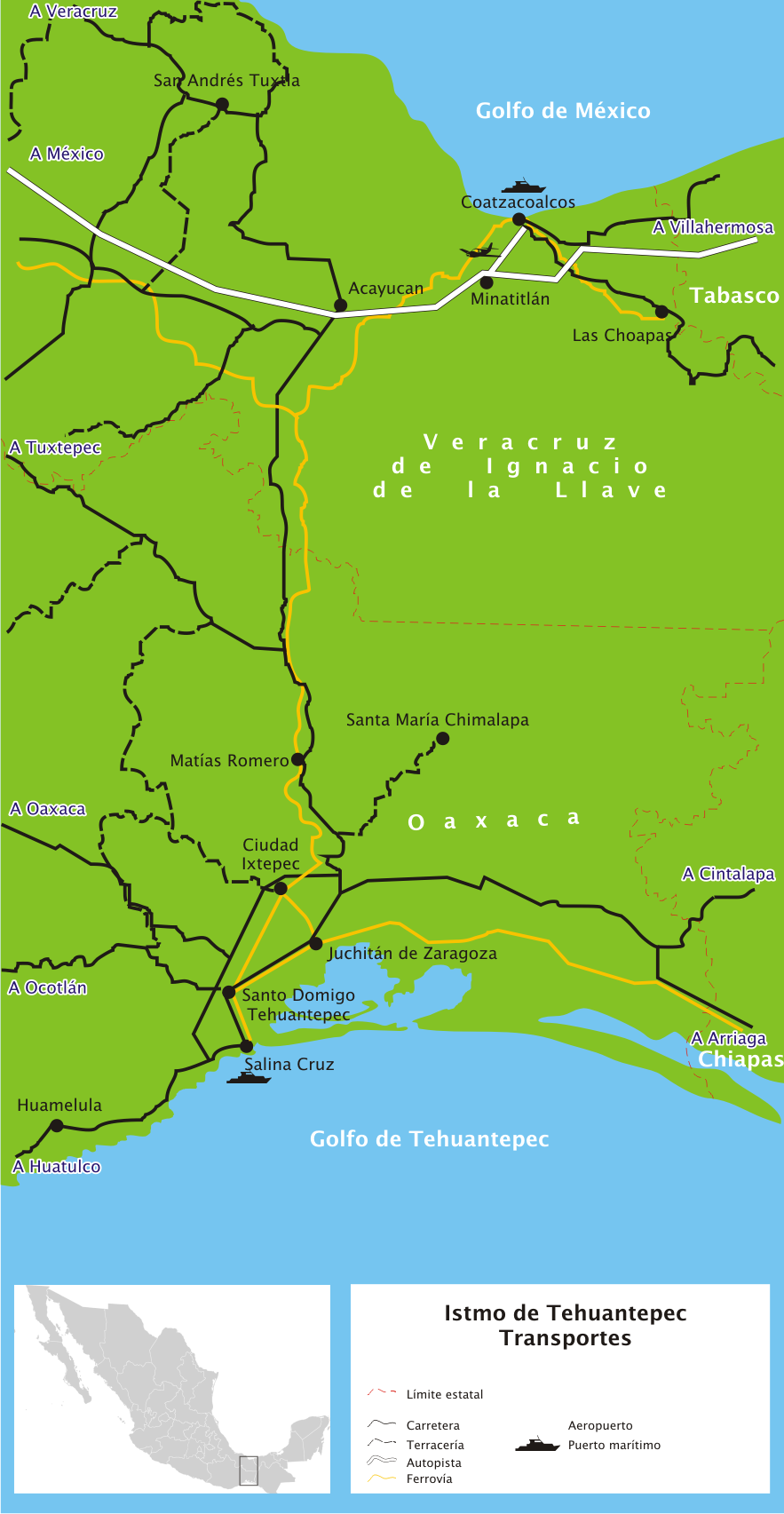
Транспортные пути перешейка Теуантепек. Жёлтые линии — ж/д, чёрные — автодороги, белые — авиарейсы.

### Проект канала
Со времён Фернандо Кортеса Теуантепекский перешеек сначала рассматривался как путь, по которому должен пройти трансокеанский канал, а начиная с XIX века — трансокеанская железная дорога. Близость перешейка к международным торговым путям даёт ему преимущество перед Панамским каналом, однако панамский перешеек гораздо у́же. См. также Никарагуанский канал.
Договор Гадсдена 1853 года предусматривал разрешение на транспортировку американских почты и грузов через перешеек Теуантепек с помощью щитовой и железной дорог. В 1859 году Соглашение о транзите и коммерции (Treaty of Transit and Commerce), подписанное Бенито Пабло Хуаресом, но так и не ратифицированное Конгрессом США, давало США обширные права на транзит по этому пути.

### Железная дорога
Когда стало ясно, что стоимость канала через перешеек слишком высока, Джеймс Идс предложил проект строительства железной дороги в четыре полосы, который привлёк к себе серьёзное внимание. Затем появился проект обычной ж/д, и правительству Мексики было сделано несколько концессий с 1857 по 1882 года. Однако впоследствии Мексиканское правительство решило самостоятельно реализовать проект, что привело к строительству всего 108 км дороги и расторгнутому контракту с главным подрядчиком в 1888 году. Следующие два подряда также оказались неудачными. К 1893 году оставалось достроить 60 км пути. С четвёртой попытки в 1894 году трансокеанская дорога была завершена. Тогда же обнаружилось, что не хватает портовых терминалов, а дорога не предназначена для интенсивного движения. Английская компания «S. Pearson & Son, Ltd.» начала работы по осушению долины, строительству порта в Веракрусе, перестройке линии и созданию терминалов в портах Коацакоалькос и Салина-Крус 10 декабря 1889 года, которые и закончились в январе 1907 года, с официальным открытием трассы.
Длина железной дороги — 308 км, не считая 29 км боковой ветки. Дорога соединена через отдельную линию с Кордовой (343 км) и Мехико (500 км).